# Markle
Markle és una població dels Estats Units a l'estat d'Indiana. Segons el cens del 2000 tenia 1.102 habitants.

## Demografia
Segons el cens del 2000, Markle tenia 1.102 habitants, 434 habitatges, i 289 famílies. La densitat de població era de 429,8 habitants/km².
Dels 434 habitatges en un 28,8% hi vivien nens de menys de 18 anys, en un 53,7% hi vivien parelles casades, en un 9,7% dones solteres, i en un 33,4% no eren unitats familiars. En el 28,6% dels habitatges hi vivien persones soles el 12% de les quals corresponia a persones de 65 anys o més que vivien soles. El nombre mitjà de persones vivint en cada habitatge era de 2,42 i el nombre mitjà de persones que vivien en cada família era de 2,98.
Per edats la població es repartia de la següent manera: un 24,3% tenia menys de 18 anys, un 9,4% entre 18 i 24, un 27,4% entre 25 i 44, un 20,5% de 45 a 60 i un 18,3% 65 anys o més.
L'edat mediana era de 38 anys. Per cada 100 dones de 18 o més anys hi havia 84,9 homes.
La renda mediana per habitatge era de 37.039 $ i la renda mediana per família de 48.654 $. Els homes tenien una renda mediana de 35.163 $ mentre que les dones 20.813 $. La renda per capita de la població era de 18.504 $. Entorn del 3,6% de les famílies i el 6,7% de la població estaven per davall del llindar de pobresa.

## Poblacions més properes
El següent diagrama mostra les poblacions més properes.